# کنویست
کِنِویست یا کِنه بیست یا کینه بیست روستایی در دهستان کنویست بخش مرکزی شهرستان مشهد استان خراسان رضوی ایران است.

## جمعیت
بر پایه سرشماری عمومی نفوس و مسکن در سال ۱۳۹۵ جمعیت این روستا ۲۳٬۶۹۵ نفر (در ۱۲٬۰۸۲ خانوار) بوده است.